# Soavina (Betafo)
Pour les articles homonymes, voir Soavina.
Soavina est une commune urbaine malgache, située dans la partie centre de la région de Vakinankaratra.

## Personnalités liées
- Samuel Rakotondrabe (1901-1948), militant nationaliste et homme d'affaires y est né